# B-bishop
B-bishop是日本的同人社團，它以製作色情音頻作品為主，此外它也有製作角色扮演遊戲。B-bishop的作品主要由pawnlank7負責劇本。
2012年6月18日，B-bishop的處女作《逃不出無心人形機械人的掌心》（心無き機械人形から逃げられない）正式發售。之後亦推出了各種各樣的音頻作品，比如《犯壞雙子的忍耐射精遊戲》（2014年）、《被犯壞少女完全支配的音聲》（2015年）、《六個少女以殘酷射精遊戲為樂》（2018年）。當中《被犯壞少女完全支配的音聲》曾登上DLsite每週排行榜（3月30日至4月6日）的第3位。在其他日子上榜的還有《犯壞雙子的忍耐射精遊戲 2》（意地悪な双子の射精我慢ゲーム2 左右からバイノーラルで言葉を流し込む音声，2015年）、《姐姐的定額自慰Support》（お姉さんのノルマ式オナニーサポート シコシコ1000回に負けなさい?，2015年）、《被犯壞人形機械人完全支配》（意地悪な機械人形に完全支配される音声 地獄級射精禁止オナニーサポート4 ヘルエグゼキューション，2017年）。

## 歷史與作品

### 2012年至2015年
2012年6月18日，B-bishop正式發售第一部音頻作品《逃不出無心人形機器人的掌心》，當中以逆強姦、虐戀等等為劇情的主要元素。作者pawnlank7在製作這部作品時發現，自己根本搞不清把「人形機器人」與「真人」區分的要素究竟在那，於是直到推出之後仍一直在思考此事。
B-bishop在2014年3月21日推出音頻作品《犯壞雙子的忍耐射精遊戲》（意地悪な双子の射精我慢ゲーム），這部作品的特色在於雙胞胎女主角會有一個以身體和言語催促聽眾射精，另一個則會威脅聽眾一旦射精就會被罰。
2015年4月1日，B-bishop推出音頻作品《被犯壞少女完全支配的音聲》（意地悪な少女に完全支配される音声 地獄級射精禁止オナニーサポート），這部作品加入了色情性拒绝和辱駡的元素在內，並把褐色皮膚的少女設為女主角。它在推出後成功登上DLsite每週排行榜（3月30日至4月6日）的第3位。7月1日，B-bishop的音頻作品《犯壞雙子的忍耐射精遊戲 2》（意地悪な双子の射精我慢ゲーム2 左右からバイノーラルで言葉を流し込む音声）開售。B-bishop在這部作品中首度採用雙聲道，它的設定大致跟前作一樣，不過登場人物則有所不同。同月10日，它正式發售音頻作品《姐姐的定額自慰Support》（お姉さんのノルマ式オナニーサポート シコシコ1000回に負けなさい?）。《姐姐的定額自慰Support》要求聽眾跟著角色的指示自慰，若全能跟上即為聽眾勝出。

### 2016年至2019年
2017年6月16日，B-bishop發售音頻作品《不自量力女僕亞里莎的乳頭搾精業務》（生意気メイドアリサの乳首搾精業務），這部作品的劇情如下：女僕亞里莎為了不讓主人跟不知是誰的外人一起生子，而在每晚都把自身奉獻給主人。B-bishop在12月22日發售音頻作品《早洩矯正設施 兩個面無表情的女子完全管理》（早漏矯正施設 無感情な女の子2人に完全管理される音声），當中主角（聽眾）一旦在設施內自慰就會受罰。
B-bishop在2018年1月5日推出《六個少女以残酷射精遊戲為樂》（射精で残酷に遊ぶ6人の少女～同時舐め尽くし寸止めバイノーラルオナサポ～），這部作品以聽眾被6位女主角玩弄、强制性高潮的故事為主軸。6月8日，B-bishop的《強制連續射精自慰 禁自慰的補充劑》（強制連続射精オナニー オナ禁サプリメント付属）公開，這部作品以3天沒有自慰的聽眾為目標對象，然後讓他們跟著音頻的劇情進行多次自慰和射精。8月3日，B-bishop發售音頻作品《粗暴的邪惡女幹部 壞壞的大人姊姊要令少年墮落》（乱暴な悪の女幹部 悪い大人のお姉ちゃんにおねショタで堕とされる音声）。10月26日，B-bishop的作品《大腦要融化 射精忍耐Support app 不斷煽動慾火的少女篇》（脳みそとろとろ射精我慢オナサポアプリ 媚びながら執拗に煽りまくる少女の場合）公開，這部作品有5種難度予供聽眾選擇，當中同樣要求聽眾在女主角數到「零」時射精，但她亦會隨機地把數字說出。
2019年4月26日，B-bishop推出音頻作品《禁慾妨礙Voice 一週的挑戰》（オナ禁妨害ボイス 1週間チャレンジ）。6月25日，B-bishop發表了音頻作品《自慰杯商品示範直播》（オナホ実演販売放送 晒し物のテスター体験）。8月9日，B-bishop發售音頻《跟想引人注目的姊姊一起过着甜密日子》（かまってちゃんなお姉さんとのいちゃいちゃらぶらぶ），它包含手交、口交等各種各樣的色情場景在內。9月13日，它的音頻作品《收集先走液的陰沉淫亂女瘋子》（陰キャで淫キャなマニアック少女の我慢汁収集）公開，這部作品以聽眾被瘋女人強制榨精為主要劇情。12月17日，B-bishop公開《強制連續射精自慰》的續作。

### 2020年至2021年
B-bishop在2020年1月11日發售音頻作品《犯壞少女的催眠支配音頻 地獄級射精禁止自慰Support 雙聲道》。6月12日，B-bishop的《強制連續射精自慰》推出了第3作。7月29日，B-bishop推出音頻作品《無情冷酷少女的陰莖強化訓練》（無感情冷酷少女のペニス耐性強化訓練 よりハードになるボイスオプション選択可能）。
2021年5月25日，B-bishop的音頻作品《玩弄耳朵 以遙控器支配雙手的自慰support》（耳責めリモコンで両手を完全支配されてしまうオナニーサポート）公開，這部作品同樣要求聽眾跟著角色的指示自慰。

## 成員
B-bishop的作品主要由pawnlank7負責劇本。、Hobby等皆曾為B-bishop的作品繪製插畫。
、等等曾為B-bishop的作品配音。

## 外部連結
- 盤上のB-bishop （页面存档备份，存于）（日語）
- B-bishop的X（前Twitter）